# Cartaxo
Cartaxo – miejscowość w Portugalii, leżąca w dystrykcie Santarém, w regionie Alentejo, w podregionie Lezíria do Tejo. Miejscowość jest siedzibą gminy o tej samej nazwie.

## Demografia
| Liczba ludności gminy Cartaxo (1849–2011) | Liczba ludności gminy Cartaxo (1849–2011) | Liczba ludności gminy Cartaxo (1849–2011) | Liczba ludności gminy Cartaxo (1849–2011) | Liczba ludności gminy Cartaxo (1849–2011) | Liczba ludności gminy Cartaxo (1849–2011) | Liczba ludności gminy Cartaxo (1849–2011) | Liczba ludności gminy Cartaxo (1849–2011) | Liczba ludności gminy Cartaxo (1849–2011) |
| ----------------------------------------- | ----------------------------------------- | ----------------------------------------- | ----------------------------------------- | ----------------------------------------- | ----------------------------------------- | ----------------------------------------- | ----------------------------------------- | ----------------------------------------- |
| 1849                                      | 1900                                      | 1930                                      | 1960                                      | 1981                                      | 1991                                      | 2001                                      | 2004                                      | 2011                                      |
| 7 520                                     | 14 373                                    | 18 270                                    | 19 939                                    | 22 581                                    | 22 268                                    | 23 389                                    | 24 465                                    | 24 458                                    |

## Sołectwa
Sołectwa gminy Cartaxo (ludność wg stanu na 2011 r.)
- Cartaxo – 11 370 osób
- Ereira – 636 osób
- Lapa – 1200 osób
- Pontével – 4614 osób
- Valada – 821 osób
- Vale da Pedra – 1755 osób
- Vale da Pinta – 1295 osób
- Vila Chã de Ourique – 2767 osób